# 聖多明戈斯杜阿拉瓜亞

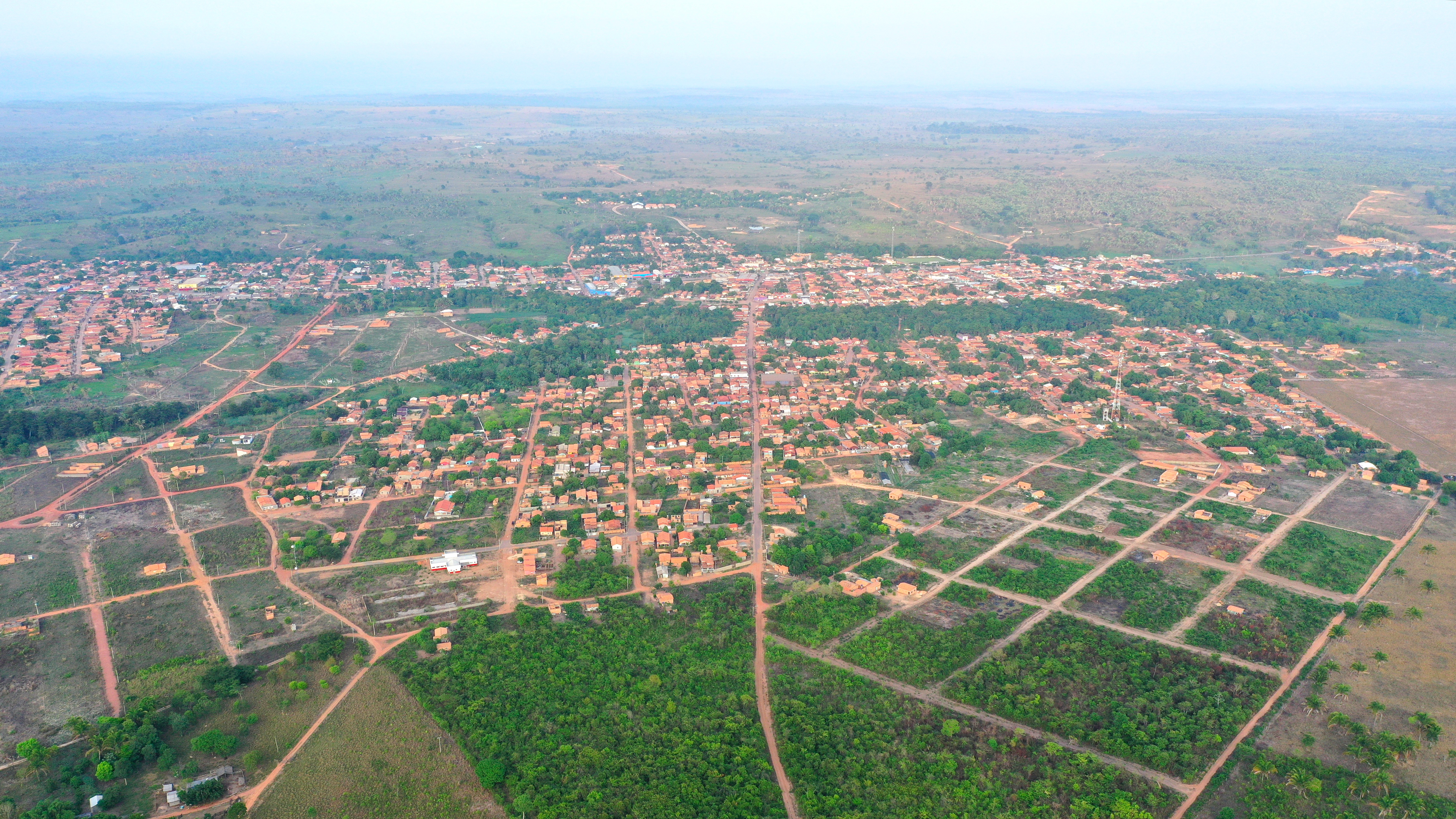
聖多明戈斯杜阿拉瓜亞

聖多明戈斯杜阿拉瓜亞（葡萄牙語：São Domingos do Araguaia），是巴西的城鎮，位於該國北部，由帕拉州負責管轄，面積1,392平方公里，海拔高度130米，2012年人口23,602，人口密度每平方公里16.95人。